# Jordi Cinca Mateos
Jordi Cinca Mateos, né le 26 juillet 1965 à Andorre-la-Vieille, est un homme politique andorran, membre des Démocrates pour Andorre. Il est ministre des Finances de 2011 à 2019. 
Lorsque la droite remporte les élections anticipées de 2011, il devient ministre dans le gouvernement d'Antoni Martí. Il est remplacé au Conseil général par Josep Anton Bardina Pau.
Il est cité dans l'affaire des Panama Papers en avril 2016.